# فضائل القرآن لابن كثير
فضائل القرآن هو كتاب  لإسماعيل بن عمر بن كثير بن ضوء بن كثير القرشي البصري ثم الدمشقي، (701هـ - 774هـ)، وقد ذكر ابن كثير سبب كتابته للفضائل، وهو أن يعين على الحفظ والعمل بالقرآن، يقول: «ذكر البخاري كتاب فضائل القرآن بعد كتاب التفسير؛ لأن التفسير أهم، فلهذا بدأ به. ونحن قدمنا الفضائل قبل التفسير، وذكرنا فضل كل سورة قبل تفسيرها؛ ليكون ذلك باعثًا على حفظ القرآن وفهمه والعمل بما فيه. والله المستعان».
ويتضح من عنوان الكتاب ومحتواه أنه لأجل رصد فضائل القرآن الكريم، فقد ذكر المؤلف فيه موضوعات تخص القرآن الكريم، بدأها بجمع القرآن، وكتابة عثمان بن عفان للمصاحف، وذكر القراء من أصحاب النبي ﷺ، والترتيل في القراءة، ومن الغريب أنه لم يذكر فضل كل سورة من سور القرآن الكريم، وإنما اكتفى بالموضوعات ودراستها.

## منهجه في الكتاب
- اعتمد المؤلف في الموضوعات على ذكر كلام العلماء ومناقشتها.
- اعتمد في كتابه على ما قاله البخاري في كتاب فضائل القرآن في صحيحه، فيذكر كلامه ويعقب عليه.
- يبدأ الباب بذكر حديث في الموضوع، أو قول للبخاري، ثم يعقب بكلامه.

## موضوعات الكتاب
ذكر المؤلف في كتابه موضوعات مختلفة عن القرآن الكريم، وهي:
- جمع القرآن.
- كتابة عثمان بن عفان للمصاحف.
- ذكر كتاب النبي صلى الله عليه وسلم.
- تأليف القرآن.
- القراء من أصحاب النبي صلى الله عليه وسلم.
- نزول السكينة والملائكة عند القراءة.
- من قال: لم يترك النبي صلى الله عليه وسلم إلا ما بين الدفتين.
- فضل القرآن على سائر الكلام.
- الوصاة بكتاب الله.
- من لم يتغن بالقرآن.
- اغتباط صاحب القرآن.
- خيركم من تعلم القرآن وعلمه.
- القراءة عن ظهر قلب.
- استذكار القرآن وتعاهده.
- القراءة على الدابة.
- تعلم الصبيان القرآن.
- نسيان القرآن، وهل يقول: نسيت آية كذا وكذا؟ وقول الله: {سَنُقْرِئُكَ فَلَا تَنْسَى، إِلَّا مَا شَاءَ اللَّهُ}.
- من لم ير بأسا أن يقول: سورة البقرة وسورة كذا وكذا.
- الترتيل في القراءة.
- مد القراءة.
- الترجيع.
- حسن الصوت بالقراءة.
- من أحب أن يسمع القراءة من غيره.
- قول المقرئ للقارئ: حسبك.
- في كم يقرأ القرآن.
- البكاء عند قراءة القرآن.
- من راءى بقراءة القرآن أو تأكل به أو فخر به.
- اقرؤوا القرآن مائتلفت عليه قلوبكم.
- من لم ير بأسا أن يقول: سورة البقرة وسورة كذا وكذا.
- ذكر الدعاء المأثور لحفظ القرآن وطرد النسيان.

## طبعات وتحقيقات الكتاب
- طبعة مكتبة ابن تيمية، تحقيق: أبو إسحاق الحويني، الطبعة الأولى 1416هـ.
- مطبعة المنار بعناية الشيخ محمد رشيد رضا.